# Radnice v Bourg-en-Bresse
Radnice v Bourg-en-Bresse je stavba z 18. století ve francouzském městě Bourg-en-Bresse.
Fasáda je v neoklasicistním stylu, s kováním. Na trojúhelníkovém štítu je upevněn znak města. Vedle pravého okna jsou sluneční hodiny inspirované Lalandem, astronomem narozeným ve městě, které byly přebudovány v roce 1982.
Dvě kašny po obou stranách předních dveří byly vyrobeny Jeanem-Marie Fyotem, dijonským sochařem.
Čelní fasáda byla zařazena roku 1932 mezi historické památky. Radnice je majetkem města.